# Trenton (Georgia)
Trenton város az USA Georgia államában. Lakosainak száma 2195 fő (2020. április 1.).

## Népesség
A település népességének változása:
| Lakosok száma | 1942 | 2301 | 2195 |
|               | 2000 | 2010 | 2020 |